# マサチューセッツ湾

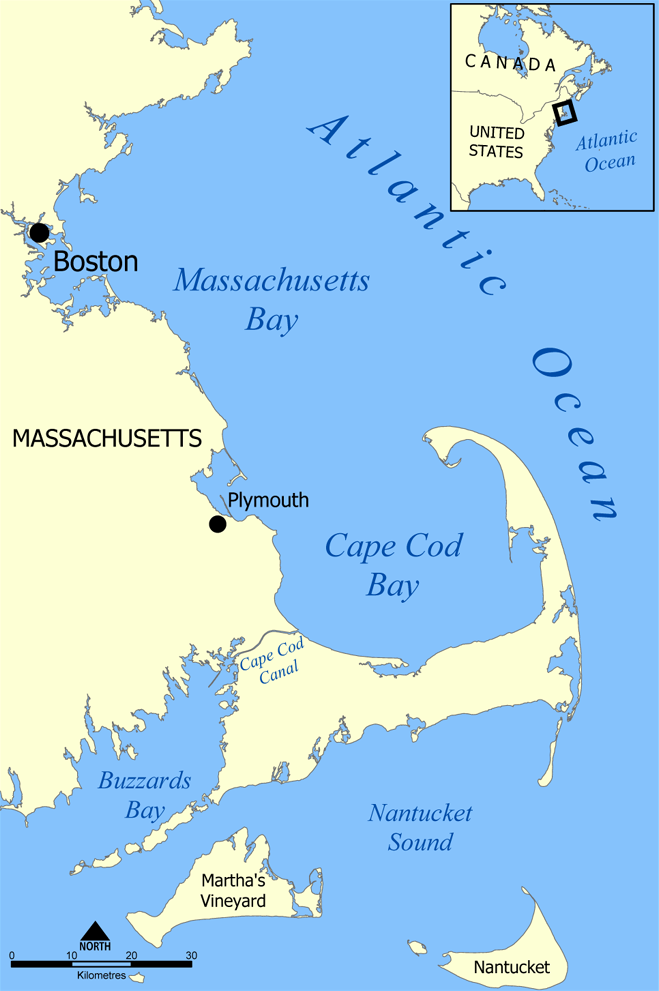
マサチューセッツ湾の地図

マサチューセッツ湾（マサチューセッツわん、Massachusetts Bay）とは、アメリカ合衆国マサチューセッツ州沿岸の大西洋に面した湾である。北にはアン岬、西にはボストン港とボストン、南にはケープコッド湾がある。
ケープコッド湾を「マサチューセッツ湾の一部」に含めて扱うこともある。この場合は、アン岬とケープコッドに挟まれた長方形の領域が「マサチューセッツ湾」とされる。
マサチューセッツ湾自体も、ケープコッドからノバスコシアにまで至る非常に大きな湾であるメイン湾の一部である。
現在のマサチューセッツ州の前身となった2つの植民地のうちの1つであるマサチューセッツ湾植民地の名前は、この湾に由来する。
マサチューセッツ州の愛称「湾の州（Bay State）」は、州に隣接する湾、マサチューセッツ湾、ナラガンセット湾、バザーズ湾、ケープコッド湾に由来する。
座標: 北緯42度18分 西経70度32分 / 北緯42.300度 西経70.533度